# Luciano García Alén
Luciano García Alén (Mourente, Pontevedra; 25 de mayo de 1928 - Santiago de Compostela; 16 de octubre de 2015) fue un médico, investigador etnográfico gallego y profesor de la Facultad de Medicina en la Universidad de Santiago de Compostela.

## Trayectoria
Hijo de Alfredo García Hermida y María Alén Solla, ambos maestros en Pontevedra. Cursó la primera enseñanza a mano de sus padres y el bachillerato en un instituto público entre 1940 a 1946. Ya en esta primera etapa manifestó inquietudes culturales. Fue alumno colaborador del Museo de Pontevedra y obtuvo un premio de la Diputación Provincial de Pontevedra por un trabajo sobre la flora espontánea de Galicia.
Siguiendo la tradición familiar, cursó la carrera de magisterio y, al acabarla, comenzó la carrera de Medicina. En el año 1952 terminó la carrera de Medicina y se adscribió al Hospital Clínico de la Facultad de Medicina, alcanzando el grado de Profesor Titular de Obstetricia e Ginecología. Posteriormente, estudió Citología en Bruselas y Diagnóstico precoz del cáncer en Ginebra. 
Fue fundador, entre otros, del Hospital Policlínico La Rosaleda en Santiago de Compostela, y fue miembro honorífico de la Sociedad Española de Fertilidad, de la Sociedad Española de Citología y de la Sociedad Gallega de Citología. 

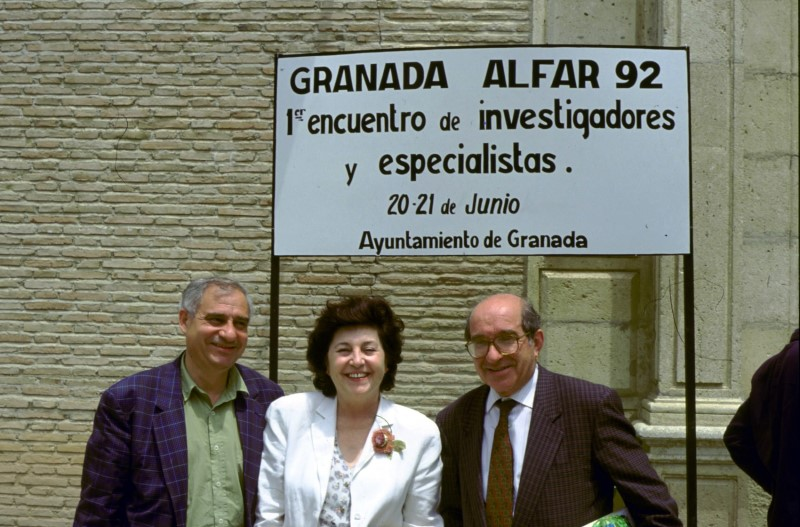
Luciano García Alén en el 1º Encuentro de investigadores y especialistas en Granada Alfar (1992)

Paralelamente dedicó gran parte de su vida a recorrer Galicia estudiando la alfarería popular, sobre la que publicó varias monografías, especialmente la obra La alfarería de Galicia, editada en dos tomos por la Fundación Pedro Barrié de la Maza en 1983 y que contó con la colaboración del fotógrafo y dibujante Xosé Manuel Gómez Vilasó.
También escribió libros de investigación sobre la alfarería como: A olería tradicional de Gundivós. As formas, A olería da Terra Chá. As formas e a cultura da olería tradicional, y un cuento para niños, O castelo da Rocha Vella, que cuenta la historia del Castillo de la Rocha Forte con tres animales: un perro, una topa y un cuervo (Oca, Federico y Manú).
En la lucha por mejorar la cultura popular fue patrono fundador y presidente de la Junta Rectora del Museo del Pueblo Gallego y miembro del Patronato del Museo de Pontevedra. En 1986, junto con un grupo de profesionales y empresarios, fundó el grupo de opinión Club Nacionalista Alén Nós, que además presidió durante su primera etapa. Por este grupo desfilaron la práctica a la totalidad de las personalidades de la vida cultural y política gallega, así como destacados personajes de fuera de Galicia. En reconocimiento a su trayectoria, este club goza de un elevado prestigio por la defensa de Galicia y por el carácter abierto a todas las ideologías y opiniones. Falleció el 16 de octubre de 2015 a los 87 años de edad.

## Reconocimientos
- Pedrón de Ouro en 2002.
- Medalla Castelao en 2009.[8][9]
- Medalla de Honor de la Academia Médico Quirúrgica de Santiago
- Parque Luciano García Alén, Calle Santa Catalina (Buño), 15111 Malpica de Bergantiños, La Coruña
- Hijo adoptivo de Junquera de Espadañedo
- Premio Ciudad de Pontevedra[10][11]
- Nombrado gallego del mes por El Correo Gallego en 1990